# Elie Wiesel
Eliezer "Elie" Wiesel KBE (født 30. september 1928 i Sighetu Marmației, Rumænien, død 2. juli 2016) var en jødisk forfatter, professor, politisk aktivist og nobelprismodtager samt overlever efter Holocaust. Han var forfatter til 57 bøger, hvoraf den mest kendte er Night, en erindringsbog, der beskriver hans oplevelser under Holocaust.
- Elie Wiesel i 2009
- Nummer syv fra venstre i næstnederste række: Wiesel i Buchenwald koncentrationslejr, 16. April 1945, 5 dage efter befrielsen.

## Udmærkelser
- Nobels fredspris (1986)
- Ordinul Steaua României
- Presidential Medal of Freedom
- Congressional Gold Medal
- Æreslegionen
- Order of the British Empire